# Мансуров, Малик Мамед оглы
Мансуров Малик Мамед оглы (род. 12 октября 1961, Сумгаит) — азербайджанский тарист, Народный артист Азербайджана (2020).

## Биография
Малик Мамед оглы Мансуров родился 12 октября 1961 года в Сумгаите. По происхождению из Газахского района. В связи с работой отца проживал в различных районах Азербайджана. Образование получил в Азербайджанской национальной консерватории (1981—1986). С 1986 года работал преподавателем игры на таре в Средней специализированной музыкальной школе города Сумгаита. С 2002 года преподает мастерство игры на таре в Консерватории. С 1989 года сопровождает выдающегося мугаматиста Алима Гасымова.

## Фильмография
«Naməlum səs» (фильм 1997)
«Газельхан» (фильм 1991)

## Признание и награды
- Народный артист Азербайджана (2020)[1]
- Заслуженный артист Азербайджана (2007)[2]